# Anacroneuria cacuta
Anacroneuria cacuta är en bäcksländeart som beskrevs av Bill P.Stark och Maldonado 2002. Anacroneuria cacuta ingår i släktet Anacroneuria och familjen jättebäcksländor. Inga underarter finns listade i Catalogue of Life.